# Setophaga striata
La reinita estriada (Setophaga striata), también denominada chipe gorrinegro, chipe estriado, bijirita de cabeza negra, cigüita de casco prieto, reinita listada, reinita rayada y arañero estriado, es una especie de ave paseriforme de la familia Parulidae que vive en América. Es ave migratoria que cría en Norteamérica septentrional y pasa el invierno en el noreste de Sudamérica. 

## Descripción

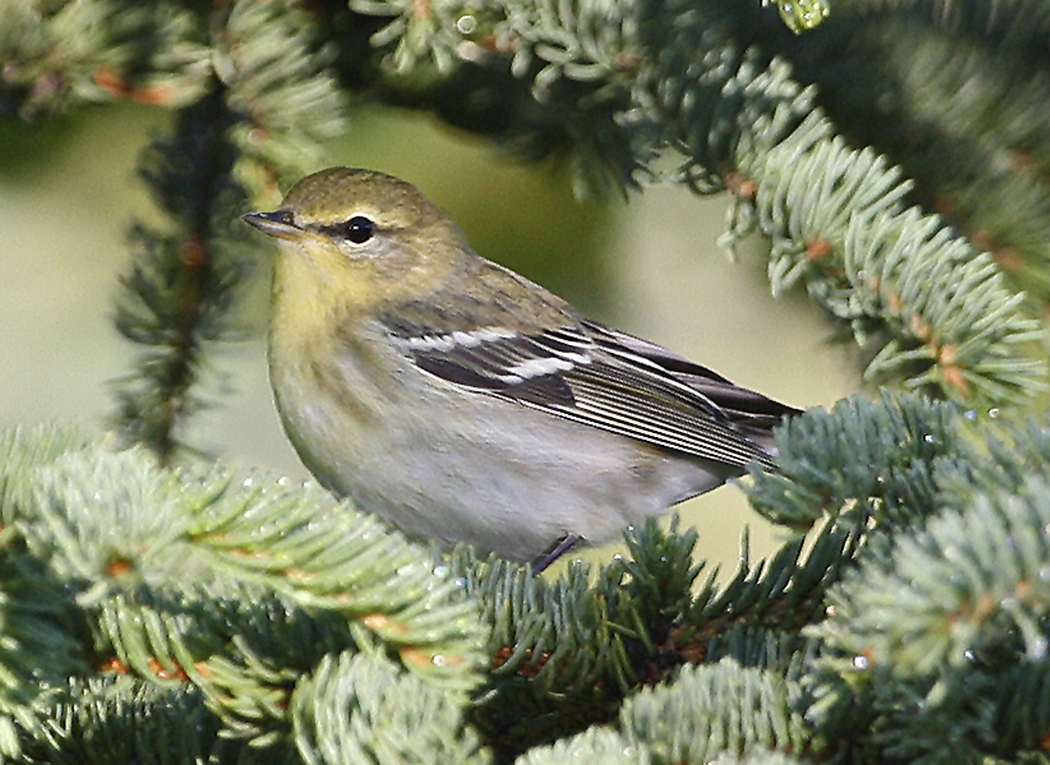
Un adulto con plumaje otoñal.

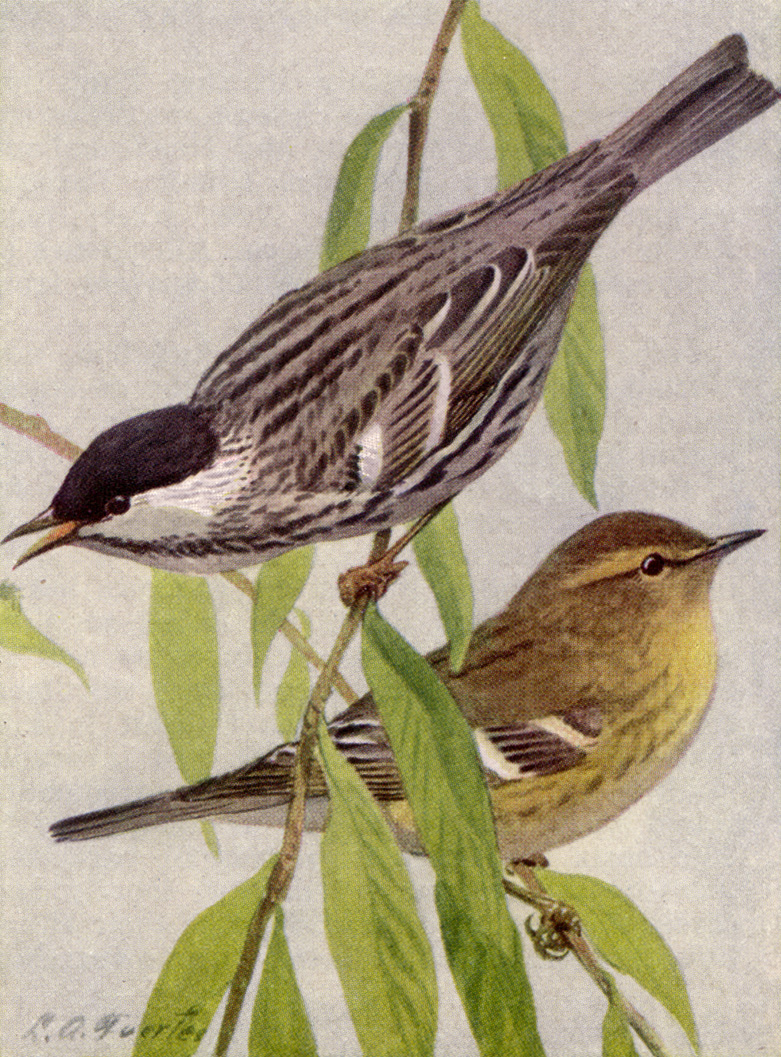
Macho y hembra en plumaje reproductivo. Dibujo de Louis Agassiz Fuertes.

El chipe gorrinegro presenta acusado dimorfismo sexual y mayor variación estacional en el plumaje. Cuando alcanzan la adultez, los individuos miden entre 12 y 13 cm de longitud. El plumaje del macho en época reproductiva es diagnóstica de la especie: corona negra, auriculares blancos y garganta blancos, y una raya malar ("bigote") negra. Las partes dorsales son grises rayadas con negro; en el ala hay dos rayas blancas. Las partes ventrales, desde la garganta hasta las plumas cobertoras inferiores de la cola son blancas, con rayas negras en los costados del pecho.
Las hembras en época reproductiva tienen las partes dorsales color pardo olivo con rayas negras (incluyendo la corona), siendo más oscuras las alas y la cola. Al igual que en el caso de los machos, hay dos rayas blancas en el ala. La cara es amarillo limón, más oscura en la zona auricular. Las partes ventrales son blancas o con cierto tiente amarillo limón, con un esbozo de raya malar negra y rayas negras en los flancos del pecho.
Los adultos en otoño son verde olivo con rayas oscuras en las partes dorsales (las hembras presentan rayas en la corona) y dos rayas blancas en el ala. La garganta y el pecho son amarillo limón sucio, con algunas rayas oscuras en los costados. El vientre es blancuzco. La cara es amarillo limón, con una línea transocular oscura.
Los individuos inmaduros son similares a los adultos de otoño, pero con un rayado menor en la espalda y el vientre amarillento.

## Distribución
Anida en una amplia zona septentrional de América del Norte, desde Alaska hasta Terranova, y desde la línea de los árboles hasta el sur de Canadá y Nueva Inglaterra. Durante la migración, viaja al sur, atravesando el oriente de los Estados Unidos y las Antillas para invernar en Colombia, Venezuela, las Guayanas y una considerable zona del Amazonas noroccidental.

## Hábitat
En la época reproductora vive en bosques de coníferas y durante la invernada en distintos hábitats. Puede encontrarse desde el nivel del mar hasta elevaciones medianas o altas.

## Migración
Durante más de 50 años, los científicos han acumulado datos que mostraban que miles de individuos de la especie Setophaga striata, volaban cada otoño desde el este de Canadá y el noreste de Estados Unidos (Nueva Inglaterra) hasta América del Sur, para pasar el invierno. Algunos de los detalles de este impresionante vuelo migratorio habían permanecido desconocidos, entre otros motivos por la fragilidad de este tipo de pájaros -que dificulta la colocación de sistemas de geolocalización.
Recientemente, un equipo de científicos de la Universidad de Massachusetts en Amherst (Estados Unidos) y de la Universidad de Guelph (Canadá), ha conseguido superar los inconvenientes técnicos y con ayuda de unos geolocalizador de sólo medio gramo de peso instalados en varios de estos pequeños pájaros, ha acumulado "pruebas irrefutables" de que estas aves puedan completar vuelos sin escalas de entre 2270 y 2770 kilómetros en tan sólo dos o tres días. Además, buena parte de este vuelo se realiza sobre el mar.